# Convocazioni per il campionato europeo femminile di calcio 1984
Questa pagina elenca le giocatrici convocate per il campionato europeo femminile di calcio 1984.

## Danimarca
Selezionatore: Flemming Schultz
| N. | Pos. | Giocatore                 | Data nascita (età)          | Pres. | Reti | Squadra             |
| -- | ---- | ------------------------- | --------------------------- | ----- | ---- | ------------------- |
| 1  | P    | Gitte Hansen              | 21 settembre 1961 (22 anni) | 9     | 0    | Boldklubben 1909    |
| 2  | C    | Kirsten Fabrin            | 20 dicembre 1953 (30 anni)  | 19    | 3    | Boldklubben 1909    |
| 3  | D    | Glennie Nielsen           |                             | 10    | 0    | Skovlunde IF        |
| 4  | C    | Jette Andersen            | 8 giugno 1959 (24 anni)     | 9     | 1    | Fortuna Hjørring    |
| 5  | D    | Jette Hansen              | 17 novembre 1953 (30 anni)  | 18    | 2    | Boldklubben Rødovre |
| 6  | C    | Hanne Pedersen (capitano) | 4 luglio 1963 (20 anni)     | 7     | 0    | Boldklubben Rødovre |
| 7  | C    | Mette Munk Pedersen       | 24 gennaio 1964 (20 anni)   | 1     | 0    | Fortuna Hjørring    |
| 8  | C    | Susan Mackensie           | 24 dicembre 1962 (21 anni)  | 4     | 0    | HEI Aarhus          |
| 9  | A    | Lone Smidt Hansen         | 1º gennaio 1961 (23 anni)   | 38    | 15   | Boldklubben 1909    |
| 10 | D    | Birgitte Frederiksen      | 19 novembre 1963 (20 anni)  | 4     | 3    | Boldklubben 1909    |
| 11 | A    | Inge Henriksen            | 16 novembre 1958 (25 anni)  | 22    | 10   | Skovlunde IF        |
| 12 | A    | Annie Gam-Pedersen        | 5 luglio 1965 (18 anni)     | 12    | 1    | HEI Aarhus          |
| 13 | D    | Lis Lene Nielsen          | 29 agosto 1951 (32 anni)    | 5     | 0    | Boldklubben 1909    |
| 14 | D    | Charlotte Nielsen-Mann    |                             | 22    | 3    | HEI Aarhus          |
| 15 | C    | Pia Andersen              | 27 aprile 1960 (23 anni)    | 3     | 0    | Ringsted IF         |
| 16 | P    | Marianne Riis             | 8 ottobre 1953 (30 anni)    | 26    | 0    | HEI Aarhus          |
|    | D    | Annette Mogensen          | 26 maggio 1959 (24 anni)    | 21    | 5    | Kolding Boldklub    |
|    | C    | Hanne Larsen              | 7 dicembre 1960 (23 anni)   | 18    | 2    | Boldklubben Rødovre |
|    | C    | Helle Pedersen            | 8 dicembre 1963 (20 anni)   | 1     | 0    | Skovlunde IF        |

## Inghilterra
Selezionatore: Martin Reagan
| N. | Pos. | Giocatore               | Data nascita (età)        | Pres. | Reti | Squadra            |
| -- | ---- | ----------------------- | ------------------------- | ----- | ---- | ------------------ |
| 1  | P    | Theresa Wiseman         | 0 dicembre 1956 (27 anni) | 14    |      | Howbury Grange     |
| 2  | D    | Carol Thomas (capitano) |                           | 41    |      | Rowntree           |
| 3  | D    | Morag Pearce            |                           | 36    |      | Southampton        |
| 4  | D    | Lorraine Hanson         |                           | 23    |      | Doncaster Belles   |
| 5  | D    | Angela Gallimore        |                           | 10    |      | Broadoak           |
| 6  | C    | Gillian Coultard        | 22 luglio 1963 (20 anni)  | 12    |      | Rowntree           |
| 7  | C    | Elisabeth Deighan       |                           | 32    |      | St. Helens         |
| 8  | C    | Debbie Bampton          | 7 ottobre 1961 (22 anni)  | 10    |      | Howbury Grange     |
| 9  | A    | Linda Curl              | 0 dicembre 1962 (21 anni) | 28    |      | Norwich            |
| 10 | A    | Kerry Davis             | 2 agosto 1962 (21 anni)   | 7     |      | Crewe Alexandra    |
| 11 | C    | Pat Chapman             |                           | 25    |      | Southampton        |
| 12 | P    | Theresa Irvine          |                           | 6     |      | Aylesbury          |
| 13 | C    | Brenda Sempare          | 9 novembre 1961 (22 anni) | 2     |      | Friends of Fulham  |
| 14 | C    | Hope Powell             | 8 dicembre 1966 (17 anni) | 2     |      | Millwall Lionesses |
| 15 | C    | Janet Turner            |                           | 11    |      | Crewe Alexandra    |
| 16 | D    | Sheila Parker           | 0 dicembre 1947 (36 anni) | 30    |      | Chorley            |

## Italia
Selezionatore: Enzo Benedetti
| N. | Pos. | Giocatore           | Data nascita (età)          | Pres. | Reti | Squadra        |
| -- | ---- | ------------------- | --------------------------- | ----- | ---- | -------------- |
| 1  | P    | Eva Russo           | 20 dicembre 1966 (17 anni)  |       |      | Lazio          |
| 2  | D    | Maura Furlotti      | 12 settembre 1957 (26 anni) |       |      | Lazio          |
| 3  | C    | Adele Marsiletti    | 7 novembre 1964 (19 anni)   |       |      | Trani 80       |
| 4  | C    | Maria Mariotti      | 27 gennaio 1964 (20 anni)   |       |      | Trani 80       |
| 5  | D    | Paola Bonato        | 31 gennaio 1961 (23 anni)   |       |      | Trani 80       |
| 6  | C    | Feriana Ferraguzzi  | 20 febbraio 1959 (25 anni)  |       |      | Standard Liegi |
| 7  | C    | Viviana Bontacchio  | 11 giugno 1959 (24 anni)    |       |      | Trani 80       |
| 8  | A    | Carolina Morace     | 5 febbraio 1964 (20 anni)   |       |      | Trani 80       |
| 9  | A    | Elisabetta Vignotto | 13 gennaio 1954 (30 anni)   |       |      | Roma           |
| 10 | C    | Elisabetta Secci    | 7 ottobre 1962 (21 anni)    |       |      | Roma           |
| 11 | C    | Antonella Carta     | 1º marzo 1967 (17 anni)     |       |      | Roma           |
| 12 | P    | Giorgia Brenzan     | 21 agosto 1967 (16 anni)    |       |      | Juve Piemonte  |
| 13 | C    | Viola Langella      | 14 gennaio 1961 (23 anni)   |       |      | Trani 80       |
| 14 | A    | Ernesta Venuto      | 19 novembre 1964 (19 anni)  |       |      | Roma           |
| 15 | C    | Anna Maria Mega     | 21 ottobre 1962 (21 anni)   |       |      | Trani 80       |

## Svezia
Selezionatore: Ulf Lyfors
| N. | Pos. | Giocatore                   | Data nascita (età)         | Pres. | Reti | Squadra         |
| -- | ---- | --------------------------- | -------------------------- | ----- | ---- | --------------- |
| 1  | P    | Elisabeth Leidinge          | 6 marzo 1957 (27 anni)     |       |      | Jitex BK        |
| 2  | D    | Anette Börjesson (capitano) | 11 novembre 1954 (29 anni) |       |      | Jitex BK        |
| 3  | C    | Ann Jansson                 | 6 maggio 1957 (26 anni)    |       |      | Hammarby        |
| 4  | C    | Angelica Burevik            | 7 dicembre 1958 (25 anni)  |       |      | Stattena IF     |
| 5  | D    | Mia Kåberg                  | 9 giugno 1958 (25 anni)    |       |      | AIK             |
| 6  | C    | Karin Åhman-Svensson        | 30 marzo 1957 (27 anni)    |       |      | Öxabäcks IF     |
| 7  | C    | Anna Svenjeby               | 26 aprile 1962 (21 anni)   |       |      | Jitex BK        |
| 8  | A    | Eva Andersson               | 15 agosto 1963 (20 anni)   |       |      | GIF Sundsvall   |
| 9  | A    | Lena Videkull               | 9 dicembre 1962 (21 anni)  |       |      | Trollhättans IF |
| 10 | C    | Pia Sundhage                | 13 febbraio 1960 (24 anni) |       |      | Jitex BK        |
| 11 | C    | Helen Johansson             | 9 luglio 1965 (18 anni)    |       |      | Jitex BK        |
| 12 | P    | Inger Arnesson              | 12 aprile 1953 (30 anni)   |       |      | Sunnanå SK      |
| 13 | C    | Catarina Gjellan            | 1º ottobre 1963 (20 anni)  |       |      | Gideonsbergs IF |
| 14 | A    | Camilla Andersson           | 25 maggio 1962 (21 anni)   |       |      | Sunnanå SK      |
| 15 | C    | Gunilla Axén                | 27 ottobre 1966 (17 anni)  |       |      | Gideonsbergs IF |
| 16 | P    | Karin Ödlund                | 22 febbraio 1959 (25 anni) |       |      | Alnö IF         |
|    | C    | Anette Hansson              | 2 maggio 1963 (20 anni)    |       |      | Malmö FF        |
|    | A    | Anette Nicklasson           | 11 novembre 1955 (28 anni) |       |      | Jitex BK        |
|    | C    | Doris Uusitalo              | 17 ottobre 1957 (26 anni)  |       |      | Hammarby        |